# 케베체트

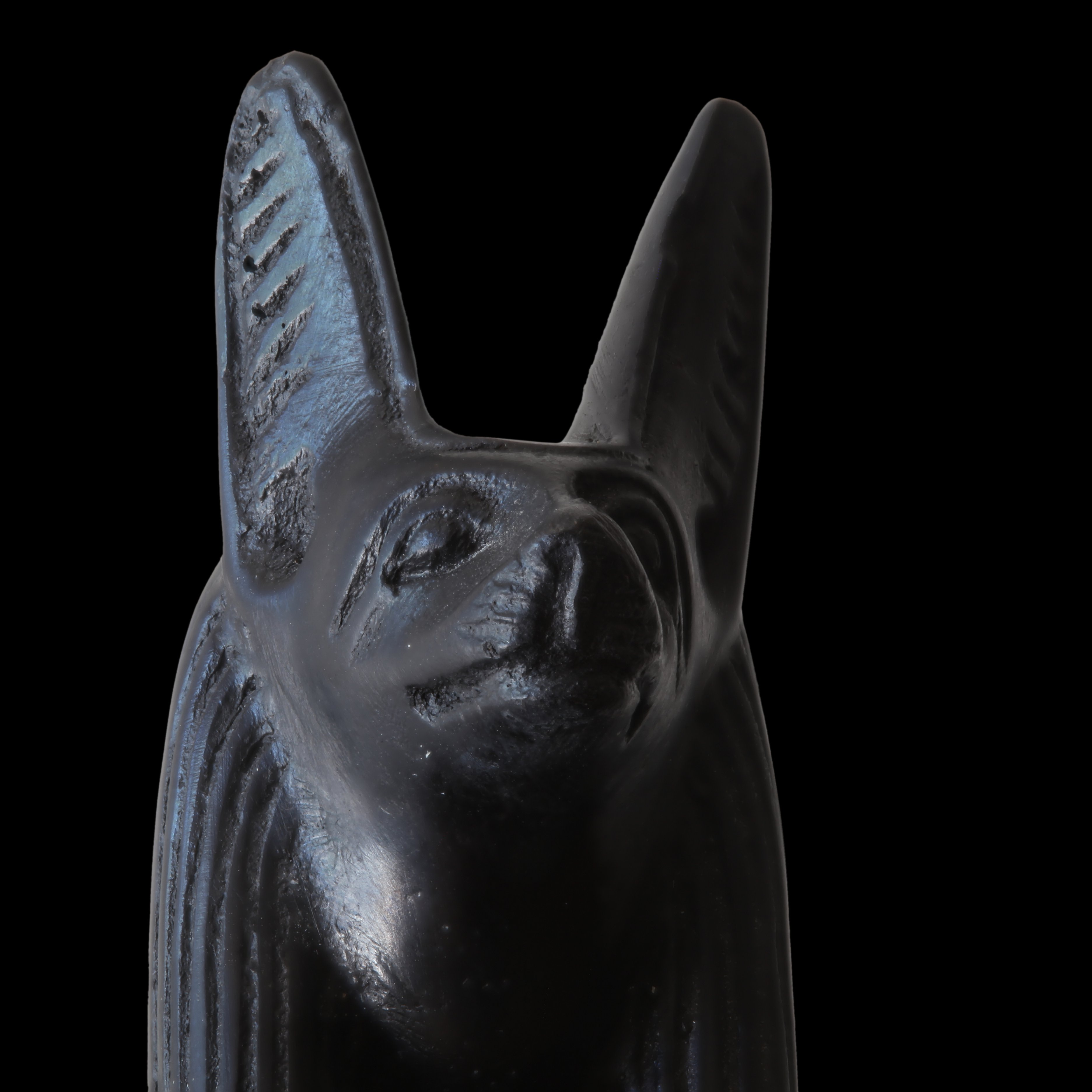
케베체트의 아버지 아누비스

케베체트(Kebechet)는 이집트의 신이다. 미라 처리를 하는 항유를 신격한 신이다.

## 신화
케베체트는 아누비스와 안푸트의 딸이다. 피라미드 텍스트에서 케베체트는 파라오를 "부활과 정화"를 뱀으로 나타냈다.